# Ecologische instorting
Ecologische instorting is een situatie waarin een ecosysteem een drastische, mogelijk permanente, vermindering van draagkracht voor alle organismen ondergaat, vaak resulterend in massale uitsterving. Gewoonlijk wordt een ecologische ineenstorting veroorzaakt door een rampzalige gebeurtenis die zich in een korte tijdspanne voordoet. Ecologische instorting kan worden beschouwd als het effect van een ineenstorting van het ecosysteem op alle biotische elementen die afhankelijk waren van het oorspronkelijke ecosysteem.
Ecosystemen kunnen zich herstellen van een verstorende factor. Het verschil tussen instorting of een geleidelijke heropleving wordt bepaald door twee factoren: (1) de toxiciteit van de verstorende factor en (2) de veerkracht van het oorspronkelijke ecosysteem. Door natuurlijke selectie hebben de soorten op aarde zich voortdurend aangepast aan veranderingen door variatie in hun biologische samenstelling en verspreiding. Wiskundig werd aangetoond dat een grotere verscheidenheid aan biologische factoren de schommelingen in elk van de afzonderlijke componenten kan dempen.

## Definities
Om ecologische catastrofes te vermijden, heeft de IUCN een referentiekader ontwikkeld om de bedreiging van ecosystemen in te schatten, dat tegen 2025 operationeel moet zijn. Tot 2017 was echter niet systematisch onderzocht of het voorspellen van ecologische instorting mogelijk en praktisch haalbaar was.
Wetenschappers pogen omslagpunten voor ecologische ineenstorting te voorspellen. Het meest gebruikte model voor het voorspellen van instorting van het voedselweb is de R50-index, een betrouwbaar meetmodel voor de robuustheid van het voedselweb.